# Емфітевзис
Емфіте́взис — це довгострокове, відчужуване та успадковуване речове право на чуже майно, яке полягає у наданні особі користування чужою земельною ділянкою для сільськогосподарських потреб з метою отримання плодів та доходів від неї з обов'язком ефективно її використовувати відповідно до цільового призначення.
Суб'єктами емфітевзису є власник земельної ділянки та особа, яка виявила бажання користуватися останньою для сільськогосподарських потреб (землекористувач, емфітевта). Стороною відносин емфітевзису не може бути особа, якій земельна ділянка надана на умовах постійного користування чи на умовах оренди.
Об'єктом емфітевтичного права є користування земельною ділянкою сільськогосподарського призначення, що знаходиться у приватній, комунальній або державній власності. До земель сільськогосподарського призначення належать сільськогосподарські угіддя — рілля, багаторічні насадження, сіножаті, пасовища та перелоги, а також несільськогосподарські угіддя (ст.22 ЗК). Таке користування має обмежений характер, оскільки власник передає емфітевті право цільового користування земельною ділянкою, зберігаючи за собою право власності і розпорядження нею. Сторони можуть звузити межі цільового використання земельної ділянки, наприклад, зазначивши, що вона має використовуватися під ріллю або багаторічні насадження тощо.
Підставою встановлення емфітевзису є договір про надання права користування чужою земельною ділянкою для сільськогосподарських потреб (договір про емфітевзис). За договором про емфітевзис власник земельної ділянки відплатно чи безвідплатно передає іншій особі право користування земельною ділянкою, зберігаючи щодо неї право власності. Договір про встановлення емфітевзису формально є консенсуальним, оскільки для виникнення емфітевтичного права не вимагається передачі земельної ділянки. Реалізувати це право можливо з моменту державної реєстрації цього права (ст. 125 ЗК). Отже, виникає ситуація, подібна до тієї, що має місце при переході права власності за договором: момент укладення договору і перехід речового права може не збігатися в часі (ст.334 ЦК).
Право користування чужою земельною ділянкою для сільськогосподарських потреб (емфітевзис) може відчужуватися і передаватися у порядку спадкування.